# 孟洙
孟洙（1521年—？），字魯川，號文泉，河南開封府祥符縣人，民籍，明朝政治人物。

## 生平
壬子科（1552年）河南鄉試第三十名舉人。嘉靖三十五年（1556年）中式丙辰科三甲第一百八十一名進士。通政司观政，授行人司行人，四十年升刑部主事，四十二年升员外，四十三年升郎中，隆慶二年復除原职，升尋甸軍民府知府，致仕。

## 家族
曾祖孟信；祖父孟喜；父孟廷蘭，封大理寺右寺正、加郎中。母謝氏（封孺人、加太安人）。兄孟淮（應天府尹）、孟泽（舉人）、孟津（舉人）。弟孟沿、孟洽。